# Jenny Fumet
Pour les articles homonymes, voir Fumet et Michelot.
Jenny Fumet ou Jeanne-Marie-Nicole Fumet née Michelot le 29 juillet 1817 à Paris et morte le 6 mars 1914 à Paris, est une des dirigeantes du fouriérisme, entre 1888 et 1914.

## Biographie

### Famille
Jenny Fumet est la fille de l'acteur Pierre-Marie-Nicolas Michelot par lequel elle rencontrera Charles Fourier dans sa jeunesse. Eugène, inspecteur d’une compagnie d’assurance, et Jenny Fumet se marient en 1839 et ont deux enfants. 

### Carrière politique
Sa carrière politique démarre en 1885  alors que le mouvement fouriériste est en perte de vitesse et que le militantisme phalanstérien s'estompe. Elle forme avec Hippolyte Destrem et Étienne Barat la Ligue du progrès social dont elle a la charge du secrétariat et de la trésorerie. Ensemble ils publient le journal périodique La Rénovation,.
En 1894, à la suite du décès de Barat, elle reprend les mêmes fonctions dans un nouveau groupe, l’Union phalanstérienne ainsi que l’École Sociétaire Expérimentale. 
Par la suite, sa présence au sein du mouvement fouriériste lui donne une forme d'aura pour avoir « personnellement connu Fourier et aussi la plupart des phalanstériens ». Assurant un rôle essentiel pour la continuation des activités fouriéristes, on ne trouve cependant pas de discours à son nom.